# كريستيان ريفيرا هيرنانديز
كريستيان ريفيرا هيرنانديز (بالإسبانية: Christian Rivera Hernández) (مواليد 9 يوليو 1997 - خيخون ، إسبانيا) هو لاعب كرة قدم إسباني ، يلعب في مركزي خط الوسط الدفاعي والمحوري ، ويلعب حاليًا لنادي إيبار الإسباني.

## الألقاب والإنجازات

### ريال أوفييدو
- الدوري الإسباني الدرجة الثانية بي: 2014–2015

## روابط خارجية
- كريستيان ريفيرا هيرنانديز على موقع قاعدة بيانات كرة القدم.إي يو (الإنجليزية)
- كريستيان ريفيرا هيرنانديز على موقع Soccerway.com (الإنجليزية)
- كريستيان ريفيرا هيرنانديز على موقع AS.com (الإسبانية)